# Torino Esposizioni
El Torino Esposizioni es una sala de exposiciones y centro de convenciones en Turín, Italia, que se completó en 1949, y fue diseñado por Pier Luigi Nervi. El Torino Esposizioni se convirtió en una pista de hielo temporal para albergar una serie de eventos de hockey sobre hielo en los Juegos Olímpicos de Invierno de 2006, junto con el Palasport Olimpico.  El espacio temporal tenía capacidad para 4.320 personas.